# Peter Maria Roßmann
Peter Maria Roßmann (* 5. Oktober 1888 in Trier; † 11. Juli 1957 in Innsbruck) war ein deutscher Ortsbürgermeister und Landrat.

## Leben und Herkunft
Nach Ablegung seines Abiturs in Trier war er zunächst bei der Regierung Trier und im Anschluss beim Rheinischen Oberpräsidium in Koblenz tätig. Aufgrund von Konflikten mit dem NS-Regime wegen seiner “klerikalen Einstellung” wurde Roßmann während des Zweiten Weltkriegs zur Regierung Merseburg versetzt. 1945 wechselte er zurück zur Regierung nach Trier und wurde noch im gleichen Jahr bis 1947 Bürgermeister von Welschbillig, sowie ab 1947 Bürgermeister von Bausendorf. Von 1947 bis 1948 war er auftragsweise Landrat des Landkreises Prüm, wo er 1948 in den Ruhestand trat.